# Bunt Striekopytowa
Bunt Striekopytowa (ros. Мятеж Стрекопытова) – antysowieckie wystąpienie zbrojne w Homlu żołnierzy sowieckich 67 i 68 Pułków 2 Brygady Tulskiej 8 Dywizji Strzeleckiej pod koniec marca 1919 r.
W Homlu, po zajęciu miasta przez bolszewików 14 stycznia 1919 r., został utworzony konspiracyjny Poleski Komitet Powstańczy, reprezentujący interesy białoruskich chłopów. W mieście stacjonowały 67 i 68 Pułki 2 Brygady Tulskiej 8 Dywizji Strzeleckiej. Brały one udział w ciężkich walkach z wojskami polskimi, ponosząc duże straty. Po nieudanym natarciu wycofały się samowolnie z frontu w rejonie Kalinkowicz, powracając do Homla. Wieczorem 24 marca doszło do antysowieckiego buntu żołnierzy tych pułków, na czele którego stanął b. praporszczik armii rosyjskiej M. A. Skriekopytow (działacz partii eserowskiej). Zajęli oni dworzec kolejowy, telegraf, magazyny artyleryjskie i ratusz miejski z centralą telefoniczną, gdzie ulokował się sztab buntowników. Niewielki opór próbowała stawiać grupa aktywistów bolszewickich z oddziałem funkcjonariuszy czerezwyczajki i milicjantów, ale został on szybko złamany. Buntownicy rozstrzelali część z nich. Nawiązano kontakt z Poleskim Komitetem Powstańczym. 26 marca zajęto też okoliczną Rzeczycę. Przywódca buntu M. A. Skriekopytow, który mianował się dowódcą 1 Armii Republiki Rosyjskiej, wydał manifest skierowany do mieszkańców miast i chłopstwa Białorusi, w którym poinformował o powołaniu nowej władzy narodowej, zaprzestaniu konfiskaty żywności, zlikwidowaniu nadzwyczajnych podatków oraz zakończeniu wojny. W nocy z 28 na 29 marca Homel został okrążony przez wojska bolszewickie i oddziały partyzanckie, które rozpoczęły ostrzał artyleryjski. Większość oddziałów buntowniczych została zniszczona w rejonie Wasylewicz. Części żołnierzy na czele z M. A. Skriekopytowem udało się przedostać do Równego, gdzie dołączyli do wojsk ukraińskich Semena Petlury. Po krótkim okresie walk w rejonie Łucka przeszli na polską stronę frontu. Z Polski zostali przetransportowani do Rygi, gdzie weszli w skład Armii Północno-Zachodniej gen. Aleksandra P. Rodzianki. Został z nich sformowany 600-osobowy 1 Tulski Pułk w składzie Dywizji Tulskiej, ale z powodu niskiej przydatności bojowej po pewnym czasie rozformowano go.